# Стандартна лінійка
Стандартна лінійка в астрономії — це об'єкт, приблизний розмір якого відомий. Вимірюючи його видимий кутовий діаметр в небі, можна визначити до нього відстань від Землі. Об'єкт з певним діаметром буде виглядати меншим на більших відстаней, кутовий розмір обернено-пропорційний відстані до об'єкта. Тому відстань до об'єкта можна оцінити, знаючи його фактичний діаметр та вимірюючи його кутовий розмір.
Кутовий розмір спіральних галактик легко виміряти шляхом спостережень. Фізичні розміри таких галактик приблизно відомі і не дуже сильно відрізняються. Тому можна використати розмір такої галактики та її кутовий розмір на небі, який вимірюється, для того, щоб оцінити відстань до неї.
{\displaystyle \alpha ={\frac {648000}{\pi }}{\frac {D}{d}}}
де {\displaystyle \alpha } — кутовий діаметр, виміряний в арксекундах.
В космології роль стандартної лінійки можуть виконувати великомасштабна структура Всесвіту та баріонні акустичні осциляції.